# دیولا پراسلر
دیولا پراسلر (مجاری: Gyula Prassler؛ ۱۹۱۶ – ۱۹۴۲) بازیکن فوتبال مجاری‌تبار اهل رومانی بود.
وی همچنین در تیم ملی فوتبال رومانی بازی کرده‌است.